# ريك أمور
ريك أمور (بالإنجليزية: Rick Amor)‏ هو رسام أسترالي، ولد في 3 مارس 1948 في Frankston, Victoria ‏ في أستراليا.